# Helina fica
Helina fica är en tvåvingeart som beskrevs av Xue 1985. Helina fica ingår i släktet Helina och familjen husflugor. Inga underarter finns listade i Catalogue of Life.